# المجعارة

تعديل مصدري - تعديل

المجعارة هي إحدى حارات حي المشنة بمدينة إب اليمنية، بلغ تعداد سكانها 396 نسمة حسب تعداد اليمن لعام 2004.